# Умяк (деревня)
 Умяк  — деревня в Елабужском районе Татарстана. Входит в состав Большешурнякского сельского поселения.

## География
Находится в северной части Татарстана на расстоянии приблизительно 33 км на северо-запад по прямой от районного центра города Елабуга.

## История
Деревня известна с 1672 года. В дореволюционных источниках упоминается также как Петропавловское. В 1868 году построена Петропавловская церковь (с 1935 до 2012 года не действовала). В 1929 году в деревне организован колхоз «Победа», позже работали колхозы «Труд» и «Правда», совхоз «Кировский» и СПК «Шурняк». Ныне действует агрофирма «Вятские Зори».

## Население
Постоянных жителей было В 1859 году — 324, 1887—484, 1905—560, 1920—596, 1926—662, 1938—613, 1958—223, 1970—155, 1979—149, 1989—114, 2017 г. — 67 человек (русские — 67 %, кряшены — 33 %). Постоянное население составляло 99 человек (русские 47 %, татары 33 %), 62 в 2010.